# George François Reuter
George François Reuter (Parigi, 30 novembre 1805 – Ginevra, 23 maggio 1872) è stato un botanico francese naturalizzato svizzero.

## Biografia
Nato a Parigi, i suoi genitori erano originari della città di Ginevra, emigrati in Francia per permettere al padre di lavorare con l'esercito francese. Da sempre appassionato di botanica, iniziò a lavorare come incisore, fin quando, alla morte di suo padre, si trasferì nella città dei suoi genitori nel 1826, continuando a lavorare come incisore ma dedicandosi all'osservazione delle piante, pubblicando, nel 1832, il Catalogue des plantes vasculaires de Genève. Nel 1835 decise di dedicare tutto il suo tempo e le sue energie nella botanica: lavorò come curatore dell'erbario di Augustin Pyramus de Candolle e dal 1841 al 1849 per quello di Pierre Edmond Boissier. Collaborò con quest'ultimo su numerosi progetti, inclusi diversi viaggi per la collezione di piante in Italia, Francia, Spagna, Norvegia ed Algeria. Dal 1849 fino alla sua scomparsa, divenne direttore del giardino botanico della città di Ginevra, dopo che nel 1844 venne incaricato di identificare alcune piante presenti all'interno di esso.

### Vita privata
Uomo modesto e timido anche nei suoi anni giovanili, con il supporto di alcuni amici Reuter nel 1852 fondò la Société Hallérienne de Botanique, diventandone presidente. Dopo il 1862 smise di osservare le piante vascolari  della regione, passando alla descrizione delle varietà criptogamiche. Stava lavorando ad un supplemento del suo catalogo quando morì nel 1872. Sposato con Célestine-Lucile Baldinguer, ebbero tre figlie e una figlia. Nel 1838, il genere botanico Reutera (ora sinonimo del genere Pimpinella) venne chiamato in onore di Boissier.

## Opere
- Catalogue des plantes vasculaires de Genève, 1932 - Catalogo delle piante tracheofite native della zona di Ginevra.
- Diagnoses plantarum novarum hispanicarum praesertim in Castella nova lectarum (con Pierre Edmond Boissier), 1842.
- Essai sur la végétation de la Nouvelle Castille, 1843 - Saggio sulla vegetazione della Nuova Castiglia, oggi comprendente i territori delle comunità autonome di Madrid e Castiglia-La Mancia.
- Pugillus plantarum novarum Africae borealis Hispaniaeque australis (con Pierre Edmond Boissier), 1852.
- Quelques notes sur la végétation de l'Algérie, 1852 - Annotazioni sulla vegetazione dell'Algeria.
- Catalogue des plantes vasculaires qui croissent naturellement aux environs de Genéve, 1861 - Nuova edizione del catalogo del 1832.[7]